# Unendlich (Album)
Unendlich ist das 15. Studioalbum des deutschen Schlagersängers Matthias Reim. Es wurde am 25. Januar 2013 in Deutschland von Electrola (EMI) und kurz darauf auch in Österreich und der Schweiz veröffentlicht. 

## Entstehung
Matthias Reim begann die Arbeiten an dem Album, nachdem er für seine Exfreundin, die Schlagersängerin Michelle, einige Werke geschrieben hatte und sich danach weiter um seine eigene Karriere kümmern wollte. Bei den Aufnahmen verspürte er einen immensen Erfolgsdruck, bedingt auch dadurch, dass er erst 2010 sein Comebackalbum Sieben Leben veröffentlicht hatte, mit dem er sich nach dem finanziellen Absturz in den 1990ern und der Privat-Insolvenz 2006 wieder nach oben gearbeitet hatte. Die Arbeiten am Album dauerten fast anderthalb Jahre, daher auch der Titel Unendlich.
Das Album enthält einige Coversongs, wobei Reim insbesondere auf Vorwende-Titel von ostdeutschen Rockgruppen zurückgriff. So finden sich auf dem Album Erfolgstitel von City, Karat, Karussell, Michael Barakowski und den Puhdys, wobei nur die beiden erstgenannten Bands auf der regulären Ausgabe zu finden sind, die weiteren nur auf der Deluxe-Edition. Zum City-Titel Am Fenster wurde auf der Deluxe Edition ebenfalls eine englische Version unter dem Titel Windows in the Sky veröffentlicht. Reim kam auf diese Lieder während seiner Tourneen im Osten Deutschlands.

## Musikstil
Matthias Reim setzte auf seinem ersten Album seit anderthalb Jahren vor allem auf eher rockige Klänge. Dennoch sind die typischen Schlagerelemente, also Keyboard- und Synthesizerklänge vorhanden. Allerdings versuchte er auch mit computerbasierten Elementen zu arbeiten und unterlegte das Lied Blinder Passagier  sogar mit Reggae-Beats. Für spätere Liveauftritte spielte er die eher computerbasierten Songs dann in rockigen Versionen. Das Album ist ein eher schnelleres Werk von Reim, enthält aber auch mit den Karat-Klassikern Schwanenkönig und Über sieben Brücken musst du geh'n zwei Balladen. Die Texte drehen sich fast ausschließlich um das Thema Beziehungen und Liebe.

## Titelliste
| #   | Titel                                                         | Länge |
| --- | ------------------------------------------------------------- | ----- |
| 1.  | Unendlich (Intro)                                             | 1:07  |
| 2.  | Am Fenster (Originalinterpret: City)                          | 3:47  |
| 3.  | Einsamer Stern                                                | 3:49  |
| 4.  | Verdammt für alle Zeit                                        | 4:01  |
| 5.  | Unterm Mond                                                   | 3:10  |
| 6.  | Einfach Du                                                    | 3:23  |
| 7.  | Blinder Passagier                                             | 2:57  |
| 8.  | Du kannst auf mich zählen                                     | 4:43  |
| 9.  | Du bist wie ein Magnet                                        | 3:38  |
| 10. | Schwanenkönig (Originalinterpret: Karat)                      | 4:43  |
| 11. | Dann bist es Du                                               | 4:13  |
| 12. | Irgendwo da draußen                                           | 4:00  |
| 13. | Alles egal                                                    | 3:15  |
| 14. | Ich gebe niemals auf                                          | 3:48  |
| 15. | Wir sind unendlich                                            | 3:42  |
|     | Bonustracks der Deluxe-Edition:                               |       |
| 16. | Über sieben Brücken musst du geh'n (Originalinterpret: Karat) | 2:56  |
| 17. | Zeit, die nie vergeht (Originalinterpret: Michael Barakowski) | 3:13  |
| 18. | Wenn ein Mensch lebt (Originalinterpret: Puhdys)              | 3:17  |
| 19. | Als ich fortging (Originalinterpret: Karussell)               | 3:49  |
| 20. | Window in the Sky (Am Fenster)                                | 3:48  |

## Erfolg
Bereits in der ersten Woche nach Veröffentlichung belegte es Platz eins der Albumcharts in Deutschland. Es war nach seinem Debütalbum im Jahr 1990 das zweite Mal, dass Reim die Spitze der Albumcharts erreichte. Als Downloadsingle wurde der Titel Einsamer Stern veröffentlicht, der in den Singlecharts Platz 49 erreichte.